# Michael McIntyre (seglare)
För andra betydelser, se Michael McIntyre (olika betydelser).
Michael McIntyre, född den 29 juni 1956 i Glasgow, är en brittisk seglare.
Han tog OS-guld i starbåt i samband med de olympiska seglingstävlingarna 1988 i Seoul.